# Frankie Ballard

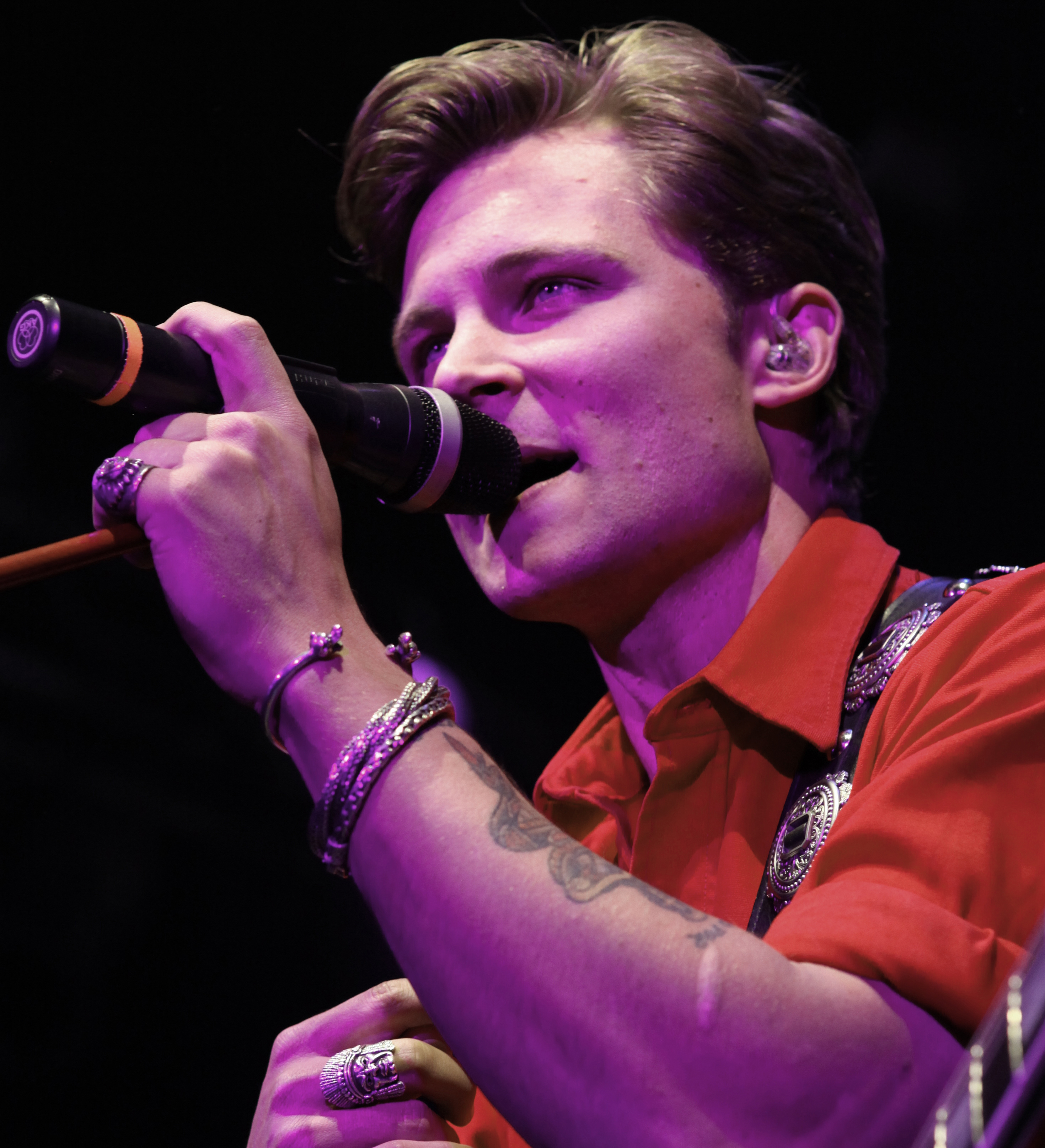
Frankie Ballard (2014)

Frankie Ballard (* 16. Dezember 1982 in Battle Creek, Michigan) ist ein US-amerikanischer Countrypopsänger.

## Biografie
In seiner Jugend interessierte sich Frankie Ballard mehr für Baseball als für Musik. Erst mit 18 Jahren begann er mit dem Gitarrespielen und spielte in einer Bluesband. 2008 nahm er an dem Talentwettbewerb Next Big Star teil und gewann die Ausscheidung in seinem Bundesstaat. Der Organisator der Show, Countrymusiker Kenny Chesney, gab ihm die Gelegenheit, bei seinen Tourstationen in Michigan im Vorprogramm aufzutreten. Ballard empfahl sich dadurch für einen Plattenvertrag mit dem Label Reprise. Im Frühjahr 2009 ging er nach Nashville und stellte sein Debütalbum fertig. Sowohl das nach ihm benannte Album als auch die erste Single Tell Me You Get Lonely erreichten Platz 33 der jeweiligen Countrycharts. Die zweite Auskopplung A Buncha Girls kam auf Platz 27 der Countrysingles.
Es vergingen zwei Jahre bis zur nächsten Veröffentlichung von Frankie Ballard. Im Vorgriff auf sein zweites Album erschien Ende 2013 die Single Helluva Life. Damit gelang ihm der Sprung in die offiziellen US-Singlecharts.

## Diskografie

### Alben
| Jahr | Titel              | Höchstplatzierung, Gesamtwochen, AuszeichnungChartplatzierungen (Jahr, Titel, Platzierungen, Wochen, Auszeichnungen, Anmerkungen) | Höchstplatzierung, Gesamtwochen, AuszeichnungChartplatzierungen (Jahr, Titel, Platzierungen, Wochen, Auszeichnungen, Anmerkungen) | Anmerkungen |
| Jahr | Titel              | US | Country | Anmerkungen |
| ---- | ------------------ | --- | --- | ----------- |
| 2011 | Frankie Ballard    | — | Country33 (1 Wo.)Country |             |
| 2014 | Sunshine & Whiskey | US35 (4 Wo.)US | Country5 (55 Wo.)Country |             |
| 2016 | El Rio             | US68 (1 Wo.)US | Country9 (6 Wo.)Country |             |

### Singles
| Jahr | Titel Album                            | Höchstplatzierung, Gesamtwochen, AuszeichnungChartplatzierungen (Jahr, Titel, Album, Platzierungen, Wochen, Auszeichnungen, Anmerkungen) | Höchstplatzierung, Gesamtwochen, AuszeichnungChartplatzierungen (Jahr, Titel, Album, Platzierungen, Wochen, Auszeichnungen, Anmerkungen) | Anmerkungen |
| Jahr | Titel Album                            | US | Country | Anmerkungen |
| ---- | -------------------------------------- | --- | --- | ----------- |
| 2010 | Tell Me You Get Lonely Frankie Ballard | — | Country33 (34 Wo.)Country |             |
| 2011 | A Buncha Girls Frankie Ballard         | — | Country27 (25 Wo.)Country |             |
| 2013 | Helluva Life Sunshine & Whiskey        | US51 Gold · (20 Wo.)US | Country8 (26 Wo.)Country |             |
| 2014 | Sunshine & Whiskey                     | US57 Platin · (20 Wo.)US | Country5 (30 Wo.)Country |             |
| 2015 | Young & Crazy Sunshine & Whiskey       | US91 (15 Wo.)US | Country8 (26 Wo.)Country |             |
| 2015 | It All Started with a Beer El Rio      | — | Country22 (30 Wo.)Country |             |

Weitere Singles
- 2016: Cigarette
- 2017: You’ll Accomp’ny Me